# Corito (re di Tegea)
Corito (in greco antico: Κόρυθος?, Kórythos) è un personaggio della mitologia greca, re di Tegea.

## Mitologia
Quando Auge decise di abbandonare suo figlio Telefo su una montagna, come era usanza a quei tempi, Corito lo vide e lo portò con sé, quindi lo crebbe come se fosse suo figlio.
Da Telefo, poi, nacque Tarconte, che condusse insieme al fratello Tirreno una migrazione dalla Misia in Etruria. A lui è attribuita la fondazione della Dodecapoli etrusca, insieme a Tirreno; fra le città della Dodecapoli la principale fu Tarquinia (Tarchu-na in lingua etrusca), alla quale diede il suo nome.